# Marco Innocenti (tiratore)
Marco Innocenti (Prato, 16 agosto 1978) è un tiratore a volo italiano, vincitore della medaglia d'argento nel double trap ai Giochi olimpici di Rio de Janeiro 2016.

## Biografia
È il fratello di Nadia Innocenti, componente della Nazionale Italiana di double trap; anche sua cugina Elena ha rappresentato la nazionale italiana. Lavora nell'armeria di famiglia.

## Carriera
Dopo aver sfiorato la finale olimpica ai Giochi di Sydney del 2000, ha gareggiato all'Olimpiade di Atene del 2004. 
Nel 2016 ha vinto la medaglia d'argento nel double trap ai Giochi olimpici di Rio de Janeiro, perdendo in finale contro Fehaid Aldeehani.